# آستانلی
آستانلی (به ترکی آذربایجانی: Astanlı) یک منطقهٔ مسکونی در جمهوری آذربایجان است که در شهرستان نفت‌چاله واقع شده‌است. آستانلی ۹۶۵ نفر جمعیت دارد.